# Roksana Węgiel
Roksana Emilia Węgiel (Phát âm tiếng Ba Lan: [rɔkˈsana ˈvɛŋɡʲɛl]; sinh ngày 11 tháng 1 năm 2005 tại Jasło), còn gọi là Roxie, là một ca sĩ người Ba Lan.

## Giải thưởng
- 2018: Chiến thắng Tiếng hát Truyền hình châu Âu dành cho thiếu niên
- 2019: Giải thưởng Plejada, hạng mục Ra mắt của năm
- 2019: Giải thưởng Lựa chọn của Giới trẻ tại LIên hoan Sopot Top of the Top
- 2019: Giải thưởng âm nhạc Châu Âu MTV, hạng mục Nghệ sĩ Ba Lan xuất sắc nhất
- 2020: Giải thưởng Lựa chọn của Trẻ em, hạng mục Ca sĩ Ba Lan dược yêu thích nhất,

## Đĩa hát

### Album phòng thu
| Tựa đề         | Chi tiết về album                                                                            | Xếp hạng | Doanh số      | Chứng nhận       |
| Tựa đề         | Chi tiết về album                                                                            | POL      | Doanh số      | Chứng nhận       |
| -------------- | -------------------------------------------------------------------------------------------- | -------- | ------------- | ---------------- |
| Roksana Węgiel | - Phát hành: 7 tháng 6 năm 2019 - Hãng đĩa: Universal Music Polska - Định dạng: CD, tải nhạc | 3        | - POL: 30,000 | - ZPAV: Bạch kim |
| 13+5           | Phát hành: 2023                                                                              |          |               |                  |

### Đĩa đơn
| Tựa đề                                                                        | Năm  | Xếp hạng | Doanh số      | Chứng nhận       | Album                                 |
| Tựa đề                                                                        | Năm  | POL      | Doanh số      | Chứng nhận       | Album                                 |
| ----------------------------------------------------------------------------- | ---- | -------- | ------------- | ---------------- | ------------------------------------- |
| "Żyj"                                                                         | 2018 | —        | - POL: 10,000 | - ZPAV: Vàng     | Roksana Węgiel                        |
| "Obiecuję"                                                                    | 2018 | —        |               |                  | Roksana Węgiel                        |
| "Zatrzymać chwilę" (cùng Edyta Górniak)                                       | 2018 | —        |               |                  | Hotel Transylvania 3: Summer Vacation |
| "Anyone I Want to Be"                                                         | 2018 | 4        | - POL: 20,000 | - ZPAV: Bạch kim | Roksana Węgiel                        |
| "Święta to czas niespodzianek" (cùng Zuza Jabłońska và 4Dreamers)             | 2018 | —        |               |                  |                                       |
| "Lay Low"                                                                     | 2019 | —        | - POL: 20,000 | - ZPAV: Bạch kim | Roksana Węgiel                        |
| "Bunt"                                                                        | 2019 | —        |               |                  | Roksana Węgiel                        |
| "Dobrze jest, jak jest"                                                       | 2019 | 14       | - POL: 20,000 | - ZPAV: Bạch kim | Roksana Węgiel                        |
| "Potrafisz"                                                                   | 2019 | 46       |               |                  | Roksana Węgiel                        |
| "Half of My Heart"                                                            | 2019 | —        |               |                  | Roksana Węgiel                        |
| "MVP"                                                                         | 2019 | —        |               |                  | Roksana Węgiel                        |
| "–": Bài hát không có bảng xếp hạng hoặc không được phát hành trong lãnh thổ. |      |          |               |                  |                                       |